# 葉卡捷琳堡中央體育場
中央體育場（羅馬化：Tsentralnyi Stadion），2018年世界杯期间称作葉卡捷琳堡竞技場（羅馬化：Ekaterinburg Arena），是俄罗斯葉卡捷琳堡的一座足球场，承办2018年國際足協世界盃四场小组赛。体育场的历史可以追溯到1900年建成的自行车场。1928年，在自行车场原址上建成的地区列宁体育场正式开放。1936年，体育场改名为东部冶金体育场。东部冶金体育场拆除后，原址上兴建的中央体育场于1957年竣工开放。中央体育场自2006年至2011年经历了一次重修。为承办世界杯，中央体育场于2014年至2017年进行重建。重建后的葉卡捷琳堡中央體育場保留了原来的斯大林式建筑风格，加盖了顶棚，外形像一个圆形的漏斗。为满足国际足联的要求，体育场修建了可容纳10,000人的临时看台，临时看台的设计曾引起争议。世界杯后，临时看台将被拆除，体育场的座席数减少到23,000个。

## 历史

### 自行车场

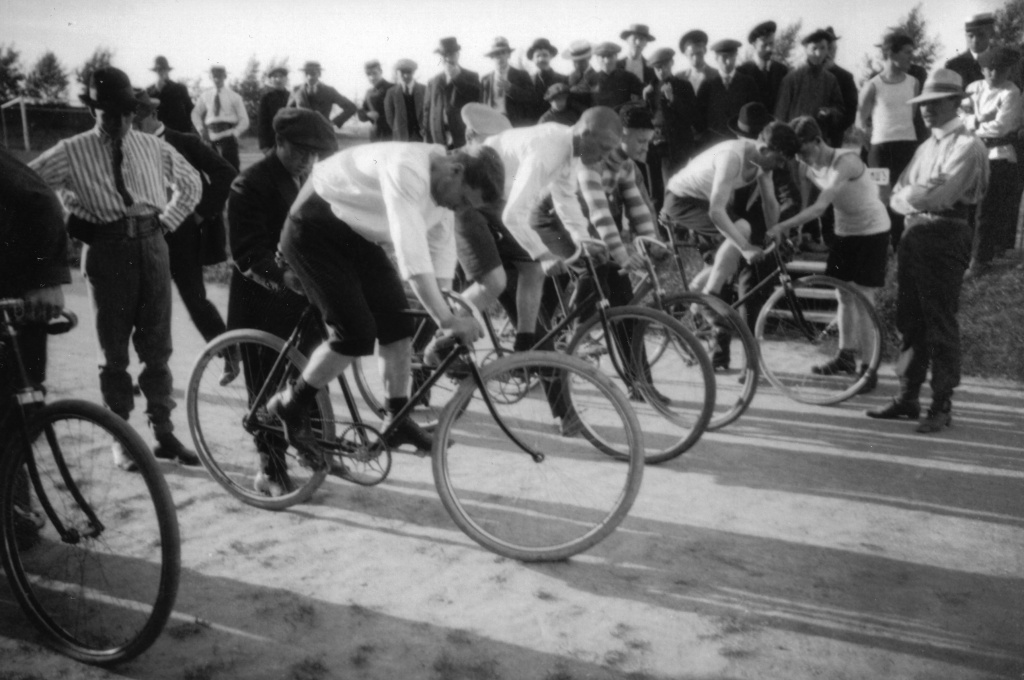
叶卡捷琳堡自行车场

体育场的历史可以追溯至1900年，那时商人卡马列金·阿加富罗夫（Камалетдин Агафуров）出资赞助，在叶卡捷琳堡通往莫斯科的公路边修建了一座自行车场。自行车场建成十年后，这里还修好了三块足球场、三块网球场，另外还有槌球场地。1913年起，足球在叶卡捷琳堡流行起来。这一年，首届乌拉尔足球锦标赛在自行车场举行，叶卡捷琳堡队在决赛中8比1轻取彼尔姆队，赢得冠军。

### 地区列宁体育场、东部冶金体育场
1925年，自行车场被拆除，兴建新的体育场。1928年，在原址上新建的地区列宁体育场正式开放。体育场拥有足球场地和跑道，还有可容纳5,000名观众的木质看台。1936年，体育场被移交给东部冶金志愿体育协会，体育场也改名为东部冶金体育场（«Металлург Востока»）。1950年代初，消防部门认定体育场的木质看台有安全隐患，体育场随后被拆除。

### 中央体育场
1953年，东部冶金体育场体育场原址上，一座新的体育场开始施工。1957年，新的体育场竣工开放，被命名为中央体育场。中央体育场的东、西看台容量相比旧的体育场大为增加。体育场拥有跑道、草地曲棍球场、网球厅、篮球厅、排球厅，还设有咖啡厅、酒吧、酒店。建成之后，中央体育场成为苏联重要的体育场馆，四次举办冬季苏联人民斯巴达克运动会，举办1959年女子世界速度滑冰全能锦标赛，还举办了一些苏联赛事和国际比赛。

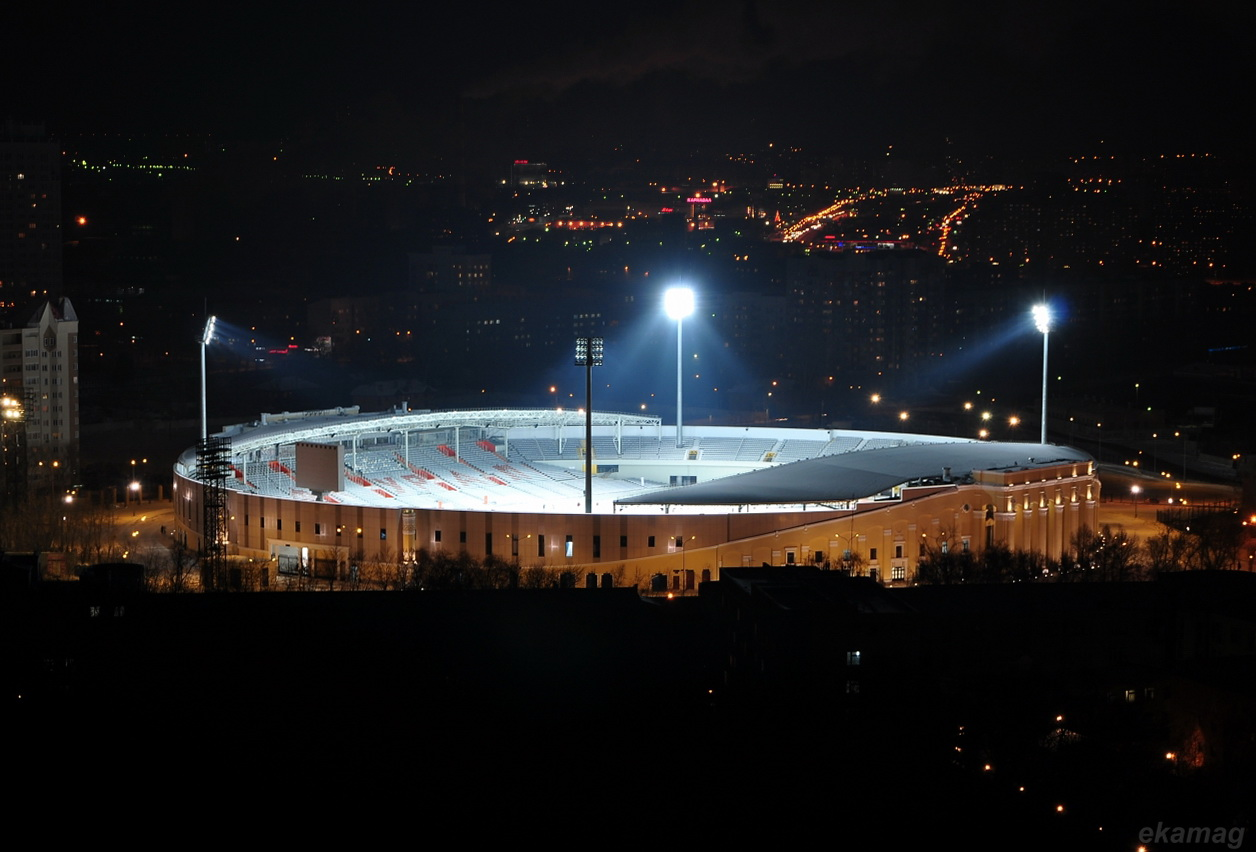
中央体育场（2011年）

随着经济发展、技术进步，中央体育场的设施渐渐不能满足社会需求。2004年，体育场重建计划正式启动。2006年秋季，中央体育场关闭，开始重建工程。重建中，中央体育场的立面、雕塑、外围栏得到保留，以维护体育场的历史、文化纪念价值。2011年8月19日，葉卡捷琳堡城市日的庆祝活动上，中央体育场正式重新开放。重新开放之后，中央体育场可容纳27,000名观众。中央体育场承办了2011至2012赛季俄罗斯杯的决赛。此外，2013年歐洲U-21足球錦標賽资格赛俄羅斯21歲以下國家足球隊将后两场比赛的主场选在这里。

### 为世界杯而重建

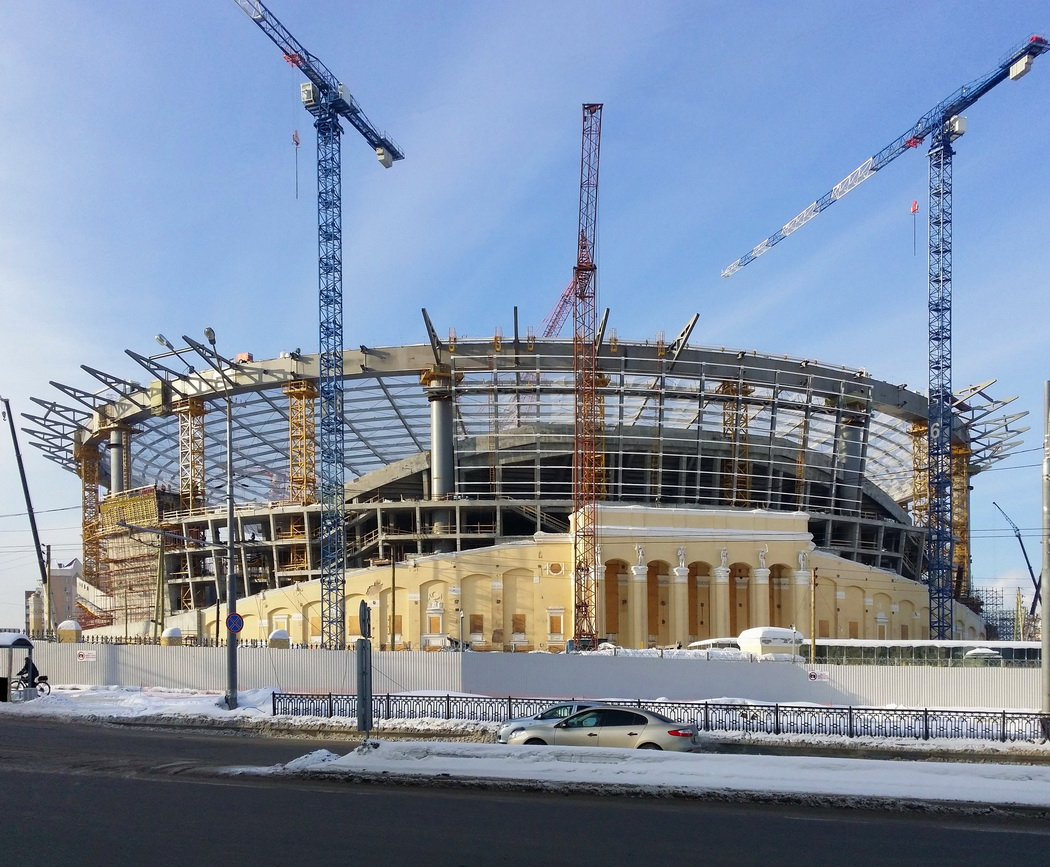
2017年1月26日，重建中的中央体育场

2012年9月，葉卡捷琳堡正式入选2018年世界杯承办城市，中央体育场成为承办赛事的体育场。除去葉卡捷琳堡中央體育場与莫斯科的卢日尼基体育场，2018年世界杯的其他场地都是新建的球场。重建中，中央体育场原有的顶棚、看台、场地设施、传声系统、通讯系统、监控设施等均被拆除，外立面得到保留。新建了八根42米高的支柱，承托体育场的新顶棚。国际足联要求世界杯球场的观众容量不得少于35,000人，为此葉卡捷琳堡中央體育場在南、北两侧增建了临时看台。临时看台位于体育场的圆形轮廓之外，没有顶棚遮盖。临时看台最高处距离地面45米，接近体育场顶棚的高度。临时看台的照片传出后引发了争议。批评意见认为临时看台方案设计丑陋；没有顶棚，无法为球迷挡雨；看台过高，距离赛场过远，观赛体验不好。世界杯之后，临时看台将会拆除，体育场的座席数量将削减为23,000个。整个工程耗资125亿卢布。重建工程的总承包商为西纳拉发展（Синара-Девелопмент）。2017年12月底，体育场的基本建设和安装工程已经完成。2018年4月1日，重修工程接近完成，体育场举办了这次重修之后的第一场足球赛，俄超联赛烏拉爾与喀山红宝石的比赛。4月15日的测试赛上，体育场举办了开放典礼。这场测试赛是俄超联赛烏拉爾与莫斯科斯巴达克的比赛。第三场测试赛即最后一场测试赛于5月6日举行，这是俄超联赛乌拉尔对阵彼尔姆安卡的比赛。

## 建筑

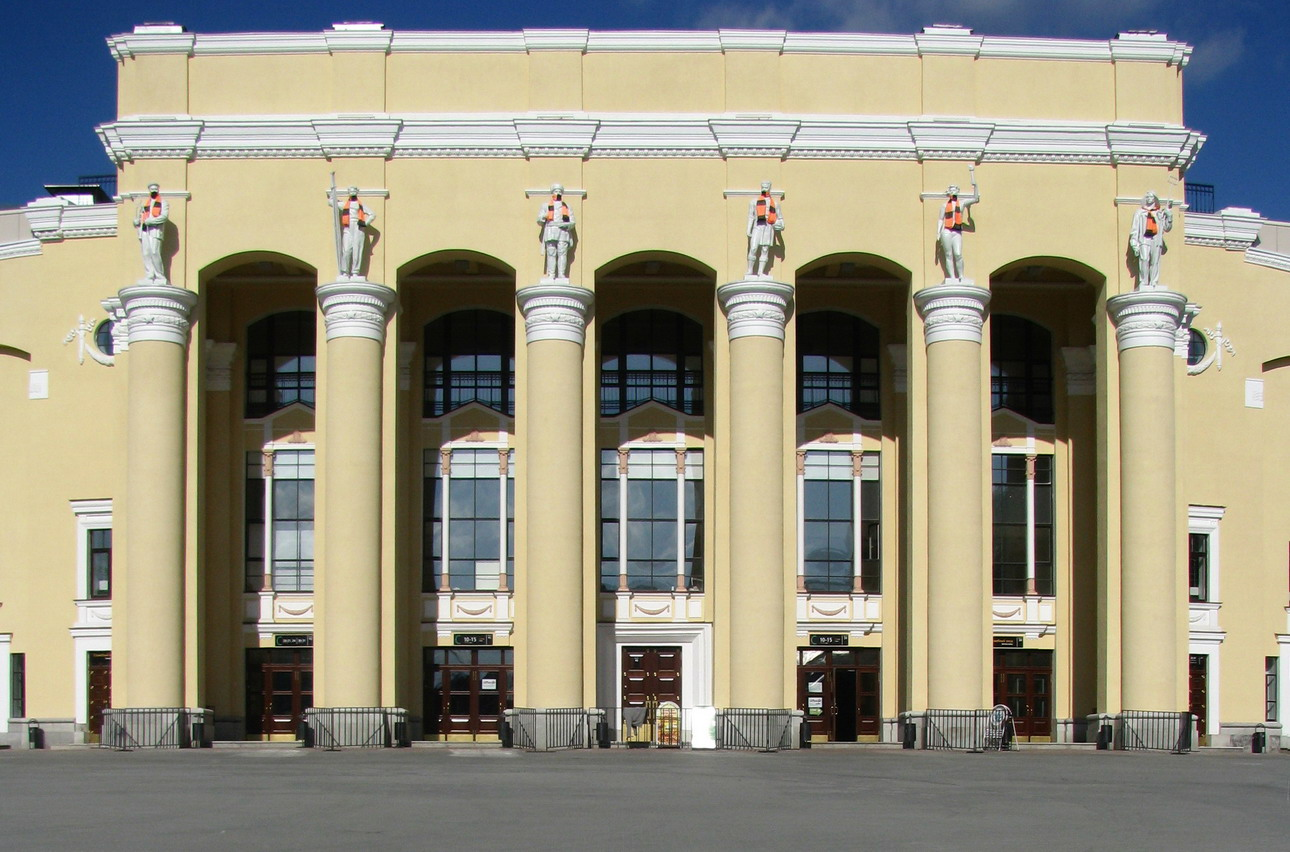
东看台入口（2012年）

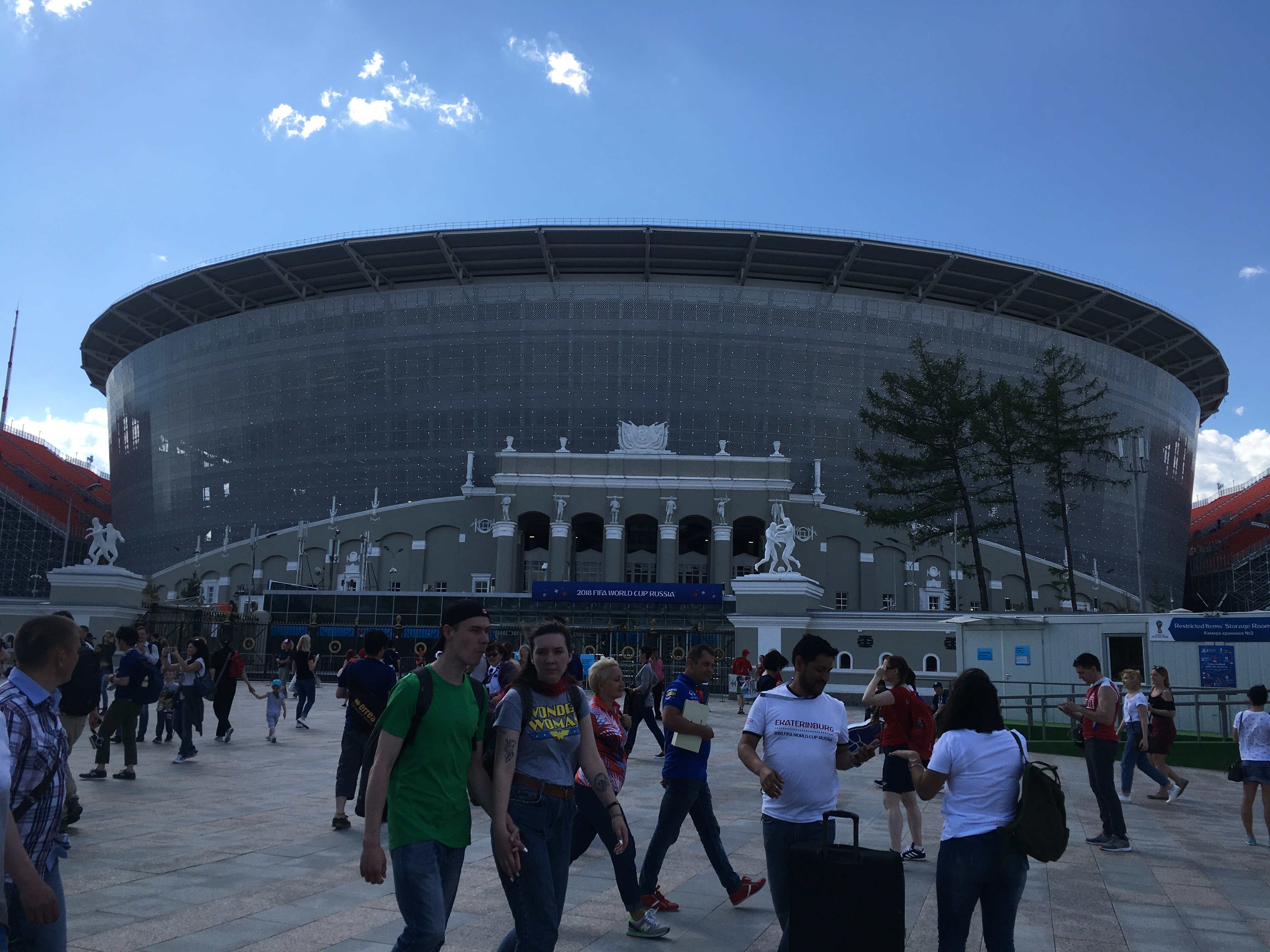
2018年6月24日，日本队在此对阵塞内加尔队

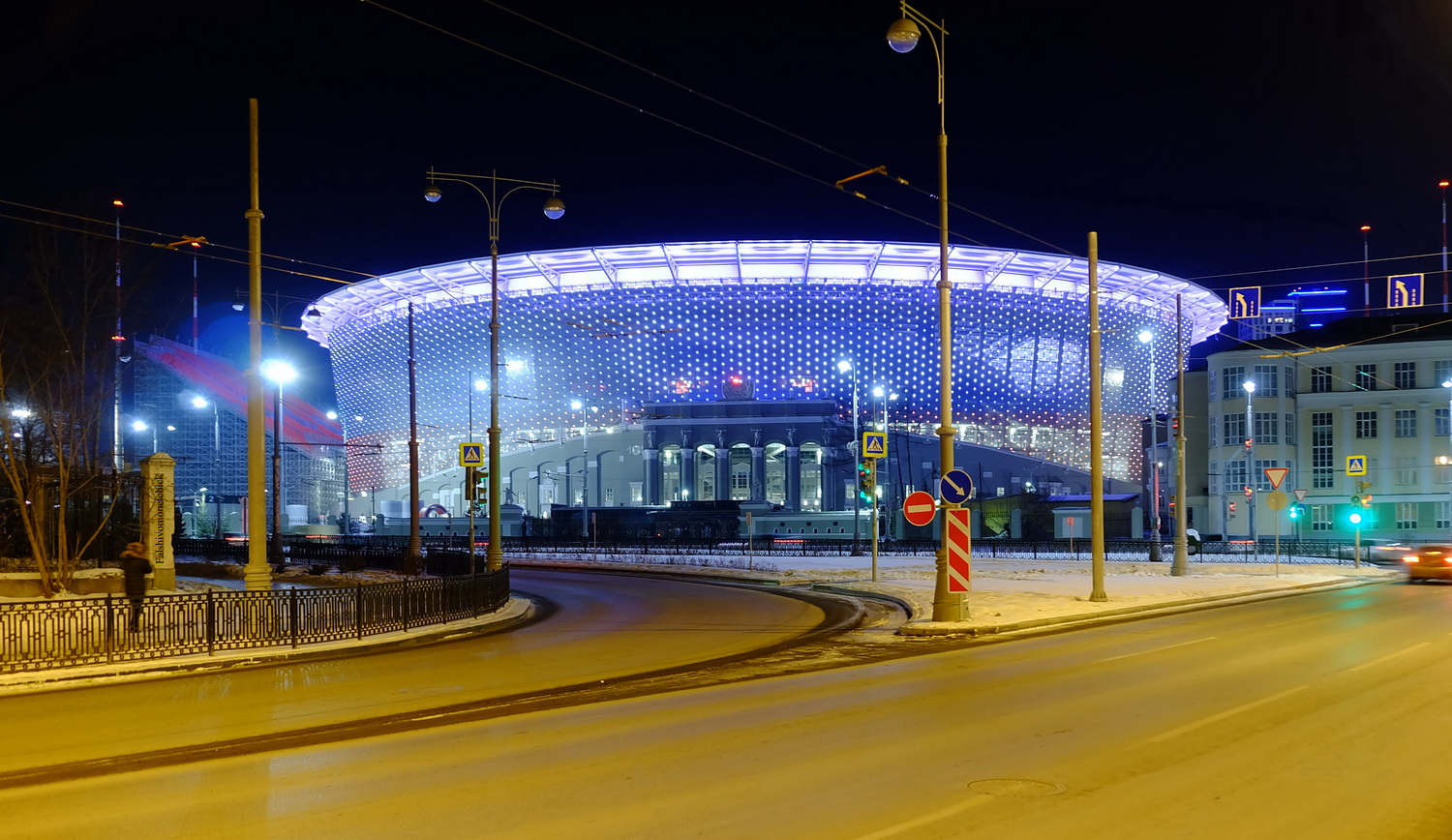
夜景

葉卡捷琳堡中央體育場带有斯大林式建筑风格。为世界杯而重修时，设计师保留了体育场原有的风貌。体育场东、西看台的入口处饰有立柱，立柱顶上有雕像。六尊雕像分别是铣工、女滑雪运动员、猎人、足球运动员、手持火炬的女运动员、炼钢工人。为举办世界杯，体育场加盖了顶棚。顶棚包含两个环形结构。外面的压缩环为主环，更大、更重，由8根混凝土柱承托。内环较外环小，以54条径向的梁与外环相连。54条梁上架有体育场的顶棚。加盖顶棚之后，整个体育场外观宛如一只圆形的漏斗。
体育场内安装了安保和视频监控系统。重修后的更衣室宽敞且功能齐全。为方便观众，体育场内设有26部大容量电梯。看台为行动不便的观众设有特别的区域，还专设了可承重120千克的座椅。此外，体育场设有贵宾席、包厢，为媒体设立了评论席、新闻中心、工作区。

## 足球比賽

### 2018年國際足總世界盃
| 日期          | 時間               | 第一隊伍 | 比數 | 第二隊伍 | 回合 | 觀眾數目 |
| ------------- | ------------------ | -------- | ---- | -------- | ---- | -------- |
| 2018年6月15日 | 17:00 YEKT (UTC+5) | 埃及     | 0–1  | 乌拉圭   | A組  | 27,015   |
| 2018年6月21日 | 20:00 YEKT (UTC+5) | 法國     | 1–0  | 秘魯     | C組  | 32,789   |
| 2018年6月24日 | 20:00 YEKT (UTC+5) | 日本     | 2–2  | 塞内加尔 | H組  | 32,572   |
| 2018年6月27日 | 19:00 YEKT (UTC+5) | 墨西哥   | 0–3  | 瑞典     | F組  | 33,061   |

## 外部連結
- 维基共享资源上的相關多媒體資源：葉卡捷琳堡中央體育場